# Weston McKennie
Weston James Earl McKennie (* 28. srpna 1998 Fort Lewis) je americký profesionální fotbalista, který hraje na pozici středního záložníka za Juventusu FC, a za americký národní tým.
McKennie, který přišel do akademie Schalke 04 v roce 2016 z amerického Dallasu, debutoval v dresu Die Knappen v květnu 2017. V sezóně 2017/18 se stal pravidelným členem základní sestavy a odehrál 25 zápasů ve všech soutěžích. Po třech sezónách odešel McKennie na hostování do italského úřadujícího šampiona Juventusu, přičemž v březnu 2021 přestoupil do klubu na trvalo.
McKennie debutoval ve fotbalové reprezentaci Spojených států v roce 2017 a byl součástí týmu, který skončil na druhém místě na Zlatého poháru 2019.

## Klubová kariéra
McKennie se narodil ve Fort Lewis ve Washingtonu. Mezi lety 2004 a 2007 žil v německém Kaiserslauternu, protože jeho otec, důstojník amerického letectva, byl přemístěn na nedalekou leteckou základnu Ramstein. McKennie začal hrát v roce 2004 za místní klub FC Phönix Otterbach, poté se přestěhoval zpět do Spojených států. McKennie hrál v akademii týmu MLS v Dallasu od roku 2009 do roku 2016, než se přesunul zpátky do Německa, konkrétně do Schalke 04.

### Schalke 04

#### 2016–2018

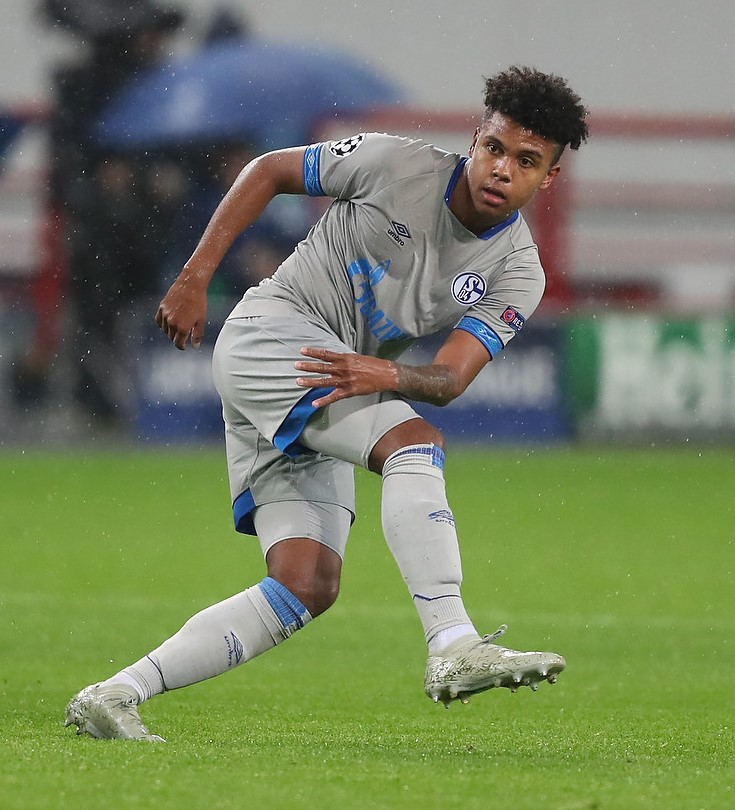
McKennie v dresu Schalke 04 (2018)

Poté, co strávil McKennie necelý rok v akademii, se v květnu 2017 McKennie přesunul do prvního týmu. Debutoval 20. května 2017, když v 77. minutě utkání proti Ingolstadtu 04 vystřídal Donise Avdijaje. Jednalo se jeho jediný zápas v sezóně 2016/17. McKennie se poprvé objevil v základní sestavě v září 2017 a krátce poté podepsal pětiletou smlouvu.
Během sezóny 2017/18 si McKennie upevnil místo v základní sestavě Schalke ve věku 19 let. V Bundeslize odehrál 22 utkání V sezóně odehrál zápasy nejen na pozici středního záložníka, ale i ve středu obrany.

#### Sezóna 2018/19
V sezóně 2018/19 McKennie odehrál McKennie v bundesligovém klubu 33 zápasu, z čehož dvacetpětkrát se objevil v základní sestavě. Dne 3. října 2018 vstřelil svůj první gól v Lize mistrů, když se prosadil v zápase základní skupiny proti ruskému Lokomotivu Moskva.

#### Sezóna 2019/20
Pod novým manažerem Davidem Wagnerem si McKennie udržel místo a stal se klíčovým hráčem týmu, který se potýkal s finančními problémy způsobenými pandemií covidu-19. McKennie odehrál celkem 28 ligových utkání, ve kterých vstřelil tři góly.
Dne 30. května 2020, během prohry 1:0 proti Werderu Brémy měl McKennie na své levé paži navlečenou pásku s nápisem „Justice for George“, v rámci reakce na vraždu George Floyda v USA.

### Juventus

#### Sezóna 2020/21
Dne 29. srpna 2020 odešel McKennie na roční hostování s opcí na možný trvalý přestup do italského Juventusu. Přitom se stal prvním americkým hráčem v historii Juventusu - a pátým v historii Serie A. Cena hostování byla odhadována na 4,5 milionu euro.
McKennie debutoval v Serii A 20. září, když odehrál celých 90 minut domácího vítězství 3:0 proti Sampdorii. McKennie odehrál svůj první zápas v Lize mistrů v dresu Juventusu ve druhém zápase základní skupiny proti Barceloně. 1. listopadu McKennie asistoval Álvaru Moratovi na úvodní gól ligového zápasu proti Spezii, jednalo se o jeho první kanadský bod v klubu. 24. listopadu se McKennie objevil v základní sestavě zápasu Ligy mistrů proti Ferencvárosi, a stal se tak prvním američenem, kterému se to povedlo v italském týmu. McKennie vstřelil svůj první gól v klubu 5. prosince v Derby della Mole proti Turínu FC; když vstřelil vyrovnávací gól zápasu, který nakonec skončil výhrou 2:1. O tři dny později vstřelil McKennie svůj první gól v Lize mistrů za Juventus, pomohl týmu k výhře 3:0 proti Barceloně a k postupu do osmifinále z prvního místa ze skupiny. 6. ledna 2021 vstřelil McKennie gól proti vedoucímu týmu ligy, AC Milánu, při výhře 3:1.
Dne 3. března 2021 využil Juventus opci na nákup Westona McKennieho za 20,5 milionu euro; v klubu podepsal čtyřletou smlouvu. McKennie startoval ve finále Coppa Italia proti Atalantě; asistoval Dejanovi Kulusevskimu na prvnímu gól týmu při vítězství 2:1. McKennie odehrál v sezóně 2020/21 46 utkání, ve kterých vstřelil 6 branek.

## Reprezentační kariéra

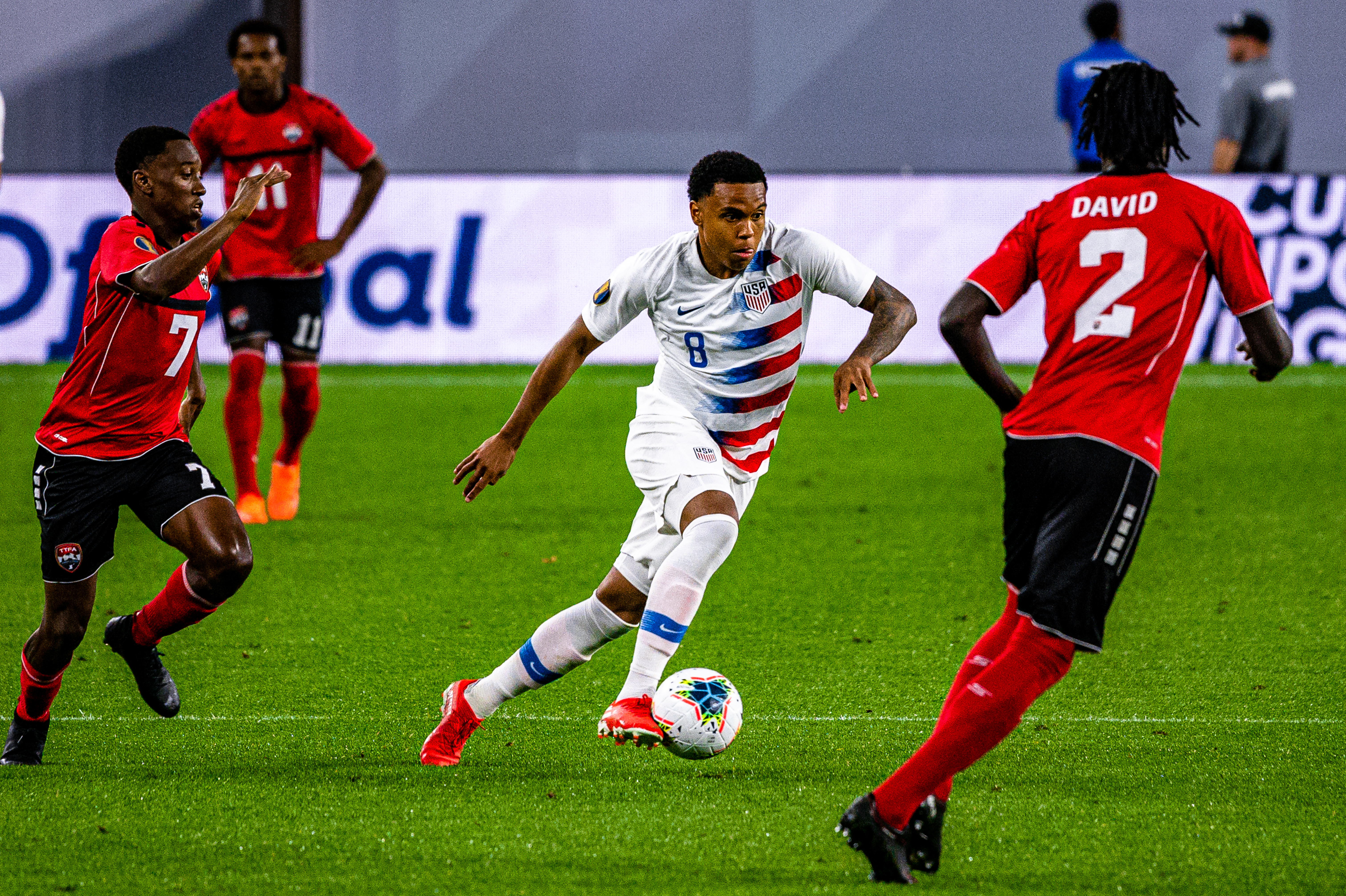
McKennie v dresu americké reprezentace na Zlatém poháru (2019)

McKennie byl poprvé povolán do reprezentace USA na přátelské utkání proti Portugalsku. V zápase hraném 14. listopadu 2017 skóroval při svém debutu.
Dne 30. června 2019 vstřelil McKennie jediný gól utkání čtvrtfinále Zlatého poháru proti Curaçau. McKennie dal svůj druhý gól na turnaji v semifinále proti Jamajce. Finále proti Mexiku odehrál celý zápas s kapitánskou páskou, nicméně prohře 0:1 nezabránil.
Dne 12. října 2019 zaznamenal McKennie nejrychlejší hattrick v historii americké fotbalové reprezentace, když v zápase Ligy národů proti Kubě vstřelil tři góly za třináct minut. 6. června 2021 vstřelil McKennie vyrovnávací gól na 2:2 ve finále Ligy národů 2021 proti Mexiku, čímž poslal zápas do prodloužení. Zápas skončila 3:2 ve prospěch Spojených státech a McKennie byl zařazen do nejlepší jedenáctky soutěže.

## Statistiky

### Klubové
K 23. květnu 2021
| Klub             | Sezóna  | Liga       | Liga   | Liga | Pohár  | Pohár | Evropské poháry | Evropské poháry | Ostatní | Ostatní | Celkem | Celkem |
| Klub             | Sezóna  | Liga       | Zápasy | Góly | Zápasy | Góly  | Zápasy          | Góly            | Zápasy  | Góly    | Zápasy | Góly   |
| ---------------- | ------- | ---------- | ------ | ---- | ------ | ----- | --------------- | --------------- | ------- | ------- | ------ | ------ |
| Schalke 04       | 2016/17 | Bundesliga | 1      | 0    | 0      | 0     | —               | —               | —       | —       | 1      | 0      |
| Schalke 04       | 2017/18 | Bundesliga | 22     | 0    | 3      | 0     | —               | —               | —       | —       | 25     | 0      |
| Schalke 04       | 2018/19 | Bundesliga | 24     | 1    | 3      | 0     | 6               | 1               | —       | —       | 33     | 2      |
| Schalke 04       | 2019/20 | Bundesliga | 28     | 3    | 4      | 0     | —               | —               | —       | —       | 32     | 3      |
| Schalke 04       | 2020/21 | Bundesliga | —      | —    | —      | —     | —               | —               | —       | —       | 0      | 0      |
| Schalke 04       | Celkem  | Celkem     | 75     | 4    | 10     | 0     | 6               | 1               | 0       | 0       | 91     | 5      |
| Juventus (host.) | 2020/21 | Serie A    | 21     | 4    | 3      | 0     | 6               | 1               | 1       | 0       | 31     | 5      |
| Juventus         | 2020/21 | Serie A    | 13     | 1    | 1      | 0     | 1               | 0               | —       | —       | 15     | 1      |
| Juventus         | 2021/22 | Serie A    | 0      | 0    | 0      | 0     | 0               | 0               | —       | —       | 0      | 0      |
| Juventus         | Celkem  | Celkem     | 13     | 1    | 1      | 0     | 1               | 0               | 0       | 0       | 15     | 1      |
| Celkem           | Celkem  | Celkem     | 109    | 9    | 14     | 0     | 13              | 2               | 1       | 0       | 137    | 11     |

### Reprezentační
K 6. červnu 2021
| Spojené státy | Spojené státy | Spojené státy |
| Rok           | Zápasy        | Góly          |
| ------------- | ------------- | ------------- |
| 2017          | 1             | 1             |
| 2018          | 6             | 0             |
| 2019          | 12            | 5             |
| 2020          | 2             | 0             |
| 2021          | 3             | 1             |
| Celkem        | 24            | 7             |

#### Reprezentační góly
K 6. červnu 2021. Skóre a výsledky USA jsou vždy zapisovány jako první
| Gól | Datum              | Místo                                                       | Soupeř      | Skóre | Výsledek | Soutěž                       |
| --- | ------------------ | ----------------------------------------------------------- | ----------- | ----- | -------- | ---------------------------- |
| 1.  | 14. listopadu 2017 | Estádio Dr. Magalhães Pessoa, Leiria, Portugalsko           | Portugalsko | 1:0   | 1:1      | Přátelský zápas              |
| 2.  | 30. června 2019    | Lincoln Financial Field, Filadelfie, Spojené státy americké | Curaçao     | 1:0   | 1:0      | Zlatý pohár CONCACAF 2019    |
| 3.  | 3. července 2019   | Nissan Stadium, Nashville, Spojené státy americké           | Jamajka     | 1:0   | 3:1      | Zlatý pohár CONCACAF 2019    |
| 4.  | 11. října 2019     | Audi Field, Washington, D.C., Spojené státy americké        | Kuba        | 1:0   | 7:0      | Liga národů CONCACAF 2019/20 |
| 5.  | 11. října 2019     | Audi Field, Washington, D.C., Spojené státy americké        | Kuba        | 2:0   | 7:0      | Liga národů CONCACAF 2019/20 |
| 6.  | 11. října 2019     | Audi Field, Washington, D.C., Spojené státy americké        | Kuba        | 4:0   | 7:0      | Liga národů CONCACAF 2019/20 |
| 7.  | 6. června 2021     | Empower Field at Mile High, Denver, Spojené státy americké  | Mexiko      | 2:2   | 3:2      | Liga národů CONCACAF 2019/20 |

## Ocenění

### Klubové

#### Juventus
- Coppa Italia: 2020/21[27]
- Supercoppa italiana: 2020
- Coppa Italia 2023/2024

### Reprezentační

#### USA
- Liga národů CONCACAF: 2019/20
- Zlatý pohár CONCACAF: 2019 (druhé místo)

### Individuální
- Americký fotbalista roku: 2020[34]
- Hráč turnaje Ligy národů CONCACAF: 2021[32]